# František Albert (lékař)
František Albert (29. dubna 1856 Žamberk – 22. července 1923 Potštejn) byl český chirurg a spisovatel.

## Rodina
František Albert se narodil v rodině hodináře v Žamberku. Z několika jeho sourozenců se stali známými ještě Eduard Albert (1841–1900), lékař a spisovatel, Tereza Svatová (1858–1940), spisovatelka, a Kateřina Thomová (1861–1952), význačná představitelka žambereckého ochotnického divadla a zakladatelka žambereckého muzea.
Lékařem se stal rovněž jeho syn Bohuslav Albert, vynikající organizátor, kterého si podnikatel Tomáš Baťa vybral jako prvního ředitele své nemocnice ve Zlíně.

## Dílo
- J. E. Purkyně, 1887
- O vzniku a vývoji náboženství, 1906
- K odhalení pomníku J. A. Komenského v Kunvaldě, 1910